# Pilėnai
Pilėnai (Pillenen in tedesco) era una fortezza di collina nel Granducato della Lituania la cui esatta ubicazione è sconosciuta ed è oggetto di dibattiti accademici: ciononostante, è ben nota nella storia della Lituania per via dell'eroica difesa contro l'ordine teutonico avvenuta nel 1336. Attaccata da un folto contingente di cavalieri tedeschi, la fortezza, facente capo al principe Margiris, tentò di allestire invano un'adeguata difesa contro gli attaccanti. Esaurita ogni altra opzione disponibile, i difensori decisero di bruciare le loro proprietà e suicidarsi tutti piuttosto che consegnarsi ai nemici o concedere del bottino. L'episodio, avvenuto nel corso della crociata lituana, ha suscitato l'interesse di vari autori, ispirando molte opere di finzione e diventando un simbolo delle lotte e della resistenza dei lituani, soprattutto nel periodo del risveglio nazionale.

## Fonti
L'attacco e la difesa di Pilėnai vengono sommariamente citati in diverse cronache coeve, tra cui l'Epitome gestarum Prussiae di un canone sambiano, Der Chronist von Wolfenbüttel (Il cronista di Wolfenbüttel), Annalista Thorunensis (Gli annali di Thorn) e Kurze Reimchronik von Preussen (Prima cronaca rimata di Prussia). Tuttavia, queste fonti forniscono informazioni circostanziali e non elementi sufficienti per ricostruire in maniera esaustiva gli eventi.
L'unico scritto contemporaneo che descrive l'assedio in modo più dettagliato è la cronaca di Wigand di Marburgo, pur non essendo il testo originale in tedesco pervenutoci. L'opera è nota da una traduzione latina commissionata da Jan Długosz nel 1464, mentre diversi estratti dello scritto in tedesco furono pubblicati da Caspar Schütz (1540-1594) e Stanislaus Bornbach (1530 circa-1597). Quando lo storico Theodor Hirsch del XIX secolo tradusse la cronaca di Wigand per pubblicare lo Scriptores Rerum Prussicarum, incluse questi estratti assieme alla traduzione latina. In particolare, Hirsch riteneva che il testo di Schütz su Pilėnai fosse una copia di Wigand più completa e accurata della traduzione latina. Tale opinione è stata ampiamente accettata e gli storici hanno ripreso in futuro il testo di Schütz, che delinea un'immagine molto più eroica e drammatica dell'assedio di Pilėnai, come l'originale di Wigand. A questa tradizionale ricostruzione si è fermamente opposto lo storico lituano Darius Baronas, il quale ha dimostrato che il testo di Schütz era una riproposizione inaffidabile e rivisitata del lavoro di Wigand. Pertanto, l'unica fonte affidabile è da ritenersi la traduzione latina della cronaca di Wigand.

## La battaglia

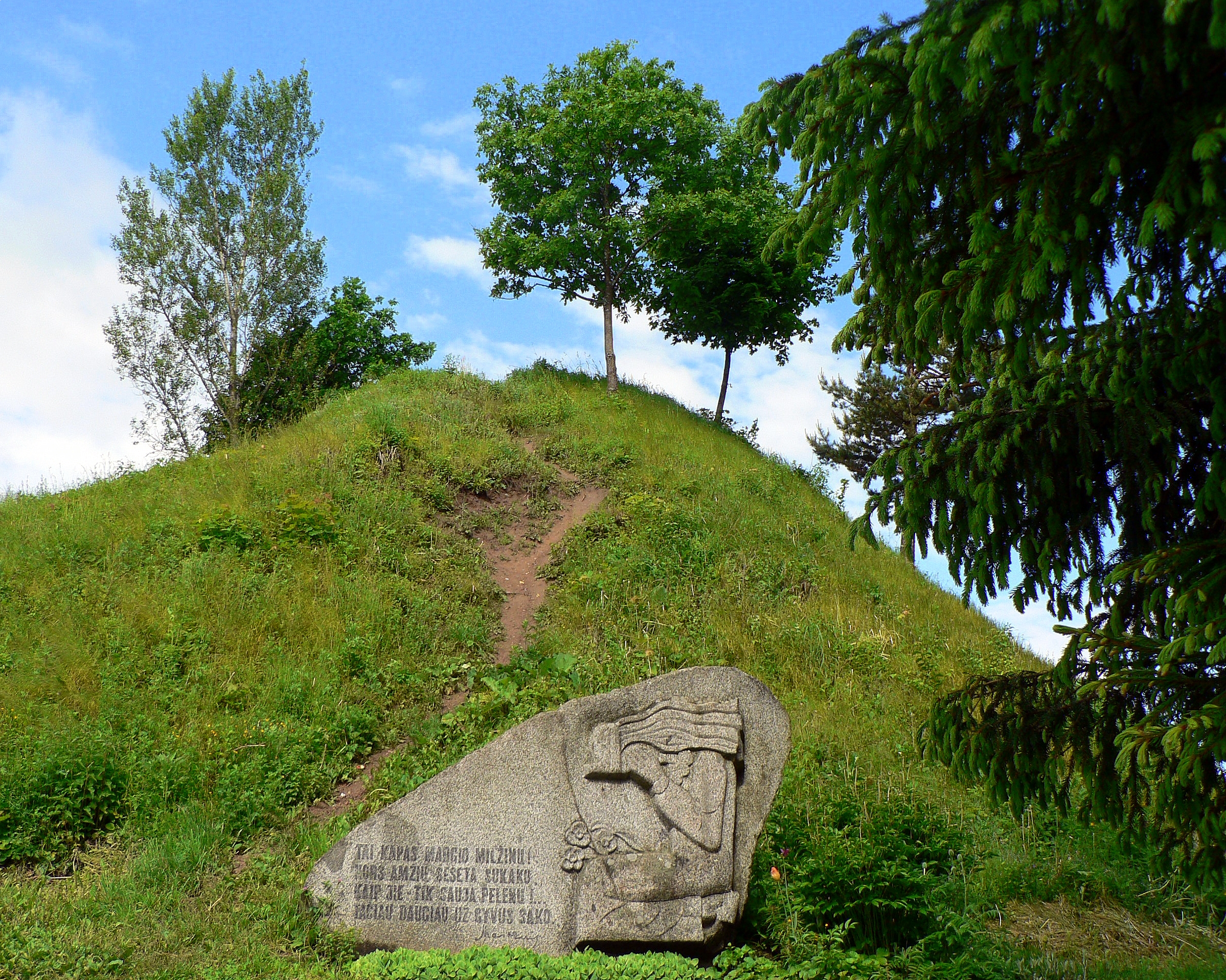
Collina di Margiris presso Punia (distretto di Alytus), ritenuta secondo la tradizione l'ubicazione del castello di Pilėnai

L'ordine teutonico portò avanti la secolare crociata lituana contro il Granducato pagano della Lituania nella speranza di convertirlo al cristianesimo. Nel febbraio 1336, i crociati diedero il via a un'altra grande campagna in Lituania. Al loro fianco si era unito Ludovico V di Baviera, il conte di Henneberg (molto probabilmente Giovanni I) e della contea di Namur (forse Guido II), e altri nobili francesi e austriaci. In totale, secondo Wigand di Marburgo, avevano deciso di unirsi alla spedizione 200 nobili. Un'altra cronaca tedesca, nota come Der Chronist von Wolfenbüttel, parlava di un totale di 6 000 soldati, i quali attaccarono Pilėnai nel giorno della festa di San Mattia, il 25 febbraio. Situata nel moderno distretto di Alytus, circa 4 000 persone provenienti da quattro diverse regioni cercarono rifugio dall'invasione nella fortezza. La descrizione di Wigand degli eventi narrava di eventi caotici e cruenti, considerando che il popolo era andato nel panico non appena vide l'esercito cristiano e decise di bruciare i loro beni e suicidarsi. Si diceva che una donna anziana avesse ucciso un centinaio di persone con un'ascia prima di uccidersi, mentre altri sono riusciti a fuggire a cavallo. Il principe della Samogizia Margiris tentò di allestire una difesa adeguata, ma presto fu sopraffatto dagli aggressori che lanciarono legna e pietre nella fortezza. Margiris, invece, continuò a resistere ancora per quanto possibile, prima di uccidere sua moglie con una spada, gettare il suo corpo nel fuoco e uccidere i fedelissimi che erano rimasti con lui ancora vivi. A seguito della morte del principe, Pilėnai cadde e l'ordine raccolse i prigionieri rimanenti e il bottino. La Kurze Reimchronik von Preussen affermava che 5 000 persone morirono e solo un piccolo gruppo fu in grado di fuggire. Queste sono tutte le informazioni rinvenibili nelle fonti coeve.
Gli storici e gli autori successivi hanno contribuito ad aggiungere molti dettagli al fine di rendere la vicenda più eroica e drammatica. Ad esempio, nelle nuove versioni si raccontava di una grande pira e di un omicidio di bambini e donne e dei 4 000 rifugiati lituani nella fortezza, tutti venuti preferendo armarsi al fine di resistere alla conversione piuttosto che divenire schiavi dei teutonici. Sempre secondo le narrazioni dei secoli successivi, Margiris tagliò la moglie a metà e poi si uccise; i soldati teutonici furono impressionanti dalla terribile scena e dal nobile sacrificio, tanto da ritornare in Prussia senza bottino. Forse alcuni di questi dettagli sono stati ispirati da eventi simili dell'antichità, quali i suicidi di massa ad Astapa in seguito alla distruzione di Illiturgis (206 a.C.), il grido di "vittoria o morte" di Abido (200 a.C.) e il sacrificio dei sicarii durante l'assedio di Masada (72-73 d.C.).
È difficile, se non impossibile, valutare obiettivamente gli eventi poiché tutto ciò che si sa di Pilėnai proviene da un'unica fonte, una cronaca tedesca che percepiva i lituani alla stregua di pagani ostili. Benché siano state rinvenute testimonianze di suicidi nella Lituania medievale, Pilėnai è l'unico caso noto in cui un sovrano ha ucciso i propri uomini.

## Ubicazione
Mappa di tutte le coordinate: OpenStreetMap  · Bing (max 200) - Esporta: KML  · GeoRSS  · microformat  · RDF

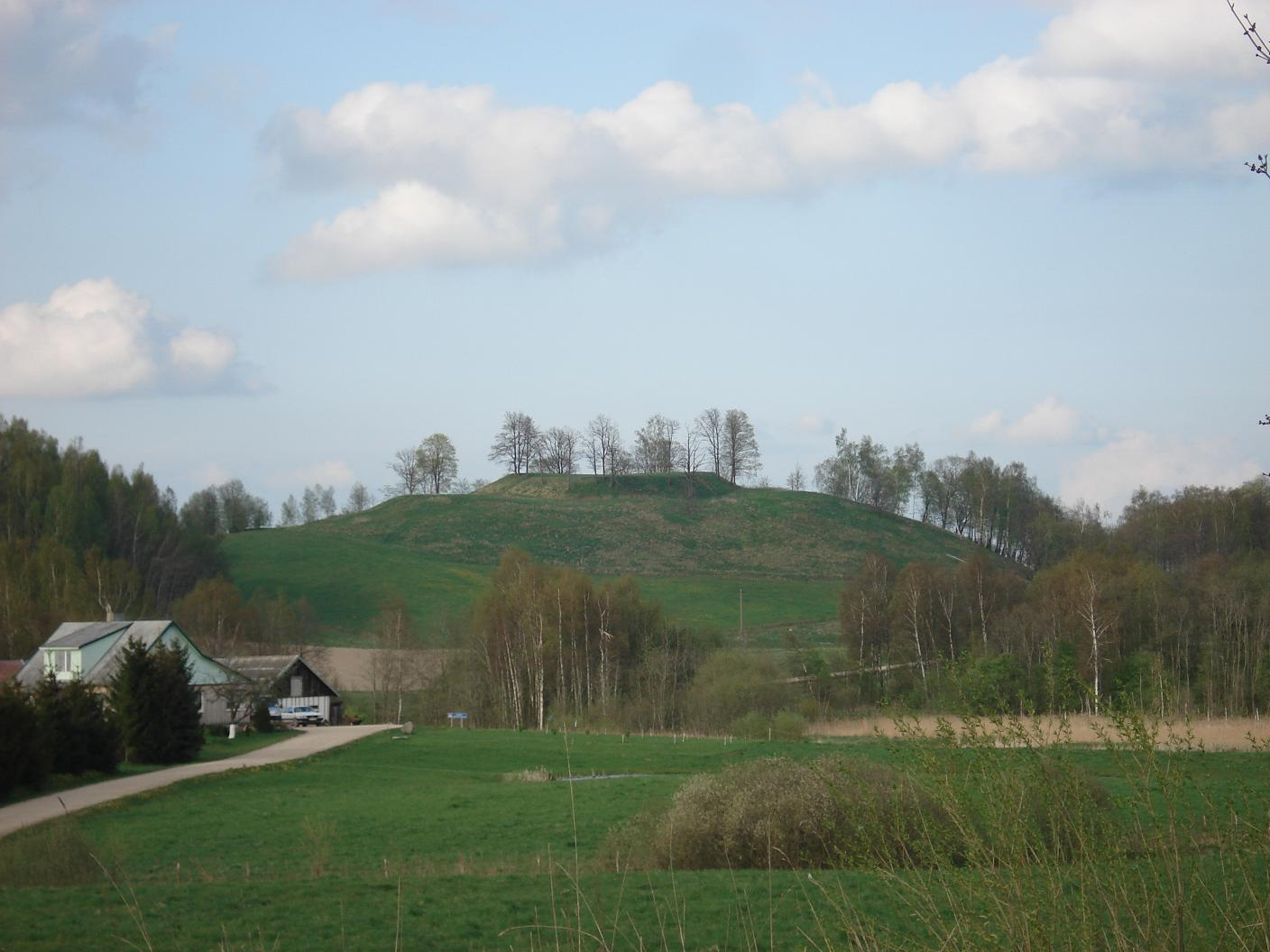
Fortezza di collina di Bilionys

La posizione esatta di Pilėnai è sconosciuta e gli storici hanno proposto molte località diverse. L'Annalista Thorunensis e Wigand di Marburgo affermavano che si trovava nella terra di Trapėnai (terra Troppen), senza fornire ulteriori indicazioni.
Maciej Stryjkowski (1547-1593) identificava l'ubicazione di Pilėnai presso Punia (54.511°N 24.09°E). Una simile opinione, sebbene non basata su fondamenta storiche, si diffuse ampiamente nelle opere storiografiche successive e resa popolare in vari testi. La fortezza sull'altura di Punia divenne nota come collina di Margiris e nel 1973 fu eretto un monumento in memoria di Margiris, su cui sono incisi quattro versi poetici dedicati a Maironis. La città organizza eventi per commemorare l'assedio del 1336.
Sulla base di connessioni etimologiche superficiali, lo studioso Teodor Narbutt (1784-1864) ha identificato Pilėnai con la fortezza di Pilionys (Naujaupis) nel distretto di Kėdainiai (55.486°N 23.796°E) e Jonas Basanavičius con la fortezza di Piliakalniai nel distretto di Vilkaviškis (54.465°N 23.048°E). Zenonas Ivinskis ha ricercato Pilėnai lungo la riva meridionale del fiume Nemunas e giunse alla conclusione, in armonia con Kazys Paunksnis, che Pilėnai fosse il forte di Pypliai, localizzato vicino alla confluenza del Nevėžis e del Nemunas (54.93°N 23.752°E).
Alvydas Nikžentaitis si è concentrato sulla posizione di Trapėnai e ha concluso che si potesse circoscrivere in un triangolo geografico i cui tre lati congiungevano Viešvilė, il fiume Ančia (affluente del Šešuvis) e Veliuona. Inoltre, ha prestato particolare attenzione a Ycoine, un luogo menzionato dal cronista belga Jean d'Outremeuse in relazione al duello tra Margiris con il re Giovanni I di Boemia nel 1329 e lo ha identificato con il villaggio di Jūkainiai, nel distretto di Raseiniai. Esistono cinque fortezze di collina nel raggio di 10 km di distanza da Jūkainiai, inclusa quella di Molavėnai-Graužai (55.447°N 22.868°E). Nel 1995, Gintautas Zabiela ha intrapreso un'indagine storiografica su questi forti e ha affermato che uno di loro, con ampia probabilità, non era nemmeno una costruzione difensiva e altri tre, incluso Molavėnai, erano privi di reperti archeologici o di qualche altro elemento che facesse supporre la presenza di una fortezza. In uno scavo archeologico della bassa corte esterna di Molavėnai nel 2009 sono stati rinvenuti solo alcuni oggetti minori (frammenti di vasi di terracotta, pezzi di ferro, resti di macine) che risalgono al I-V secolo. Nel perimetro di scavo di 10 m² della corte superiore non sono stati scovati reperti, ma è stato scoperto uno strato di argilla spessa fino a 1,5 m utilizzato per sopraelevare la fortezza della collina nella forma assunta nella seconda metà del XIV secolo.
Secondo l'indagine di Zabiela del 1995, la quinta costruzione sull'altura, Ižiniškiai (55.406°N 22.814°E), è ora gravemente danneggiata dall'erosione e dalle attività antropiche, ma si doveva trattare di un robusto insediamento densamente popolato. Nel 1996 Zabiela ha studiato altre sei fortezze, tra cui quella di Ivangėnai-Karšuva vicino a Skaudvilė (55.421°N 22.604°E), asserendo che Ižiniškiai rimaneva la più plausibile ubicazione di Pilėnai. Tomas Baranauskas non ha condiviso l'analisi di Nikžentaitis e ha provato a rintracciare Pilėnai nella regione tra le cinque fortezze che, secondo Guillaume de Machaut, furono espugnate dalla campagna teutonica a Medvėgalis nel 1329. Il risultato dello studio, ha spinto Baranauskaus a sostenere che Pilėnai si trovava vicino a Kaltinėnai (in località Kepaluškalnis), nel distretto di Tauragė (55.566°N 22.433°E). Tuttavia, scavi effettuati su un'area vasta 8,5 m² nel 1990 non hanno rintracciato artefatti.
La fortezza di collina di Bilionys nel distretto di Šilalė (55.596°N 22.321°E) fu proposta per la prima volta dallo storico tedesco Johannes Voigt. La sua versione è supportata da Stasys Kasparavičius, il quale ha notato che Bilionys è talvolta identificato come Pilionys, un toponimo molto simile al tedesco Pillenen menzionato in fonti scritte. Inoltre, Bilionys si trova a soli 6 km a sud di Medvėgalis, attaccata nel 1329 e probabilmente anche anch'essa sotto la custodia di Margiris. Bilionys deve essere stata una fortezza grande e possente come dimostra la dimensione della parte superiore (57×37 m), ma non vi è alcun riferimento nei testi di assalti, a differenza delle costruzioni nei dintorni, bersagliate più volte. Ad ogni modo, la connessione etimologica tra Bilionys e Pilėnai è dubbia poiché il toponimo Bilionys probabilmente deriva da un nome di persona. Ciononostante, dal 2012 il parco regionale di Verkiai organizza eventi per commemorare Pilėnai presso la collina di Bilionys.

## Significato culturale
La strenua difesa di Pilėnai ha ispirato molte opere artistiche. Gli eventi furono descritti da Władysław Syrokomla nel suo poema epico Margier (1855). Le 4 000 righe dello scritto di Syrokomla hanno ispirato sia un'opera del compositore polacco Konstanty Gorski, presentata al pubblico per la prima volta nel 1927, che il romanzo Kunigas (1881) di Józef Ignacy Kraszewski. Quest'ultimo scritto ha a sua volta ispirato un'opera di Marcelinas Šikšnys (1905). Nel 1933, Vincas Krėvė-Mickevičius ha pubblicato una raccolta di leggende della Dzūkija, tra cui una storia relativa a Pilėnai. anche Maironis e Paulius Širvys hanno composto brevi componimenti dedicato agli eventi.
L'opera Pilėnai è stata realizzata dal compositore musicale Vytautas Klova e il libretto è stato curato da Jonas Mackonis: presentata per la prima volta nel 1956, viene spesso rappresentata in Lituania. Nel 2001 le esibizioni si sono tenuto presso il castello di Trakai e la Lithuanian Opera Company di Chicago - formata da lituanoamericani - ha partecipato nel 2006 in occasione del 50º anniversario.
Nel 2002, è stata effettuata una proposta per creare il premio di stato del duca Margiris per la "coraggiosa difesa dell'indipendenza lituana operata e per il suo sacrificio", destinato ai membri della resistenza armata e disarmata durante l'occupazione nazista e la parentesi sovietica nel 1940-1990.

## Storiografia
La storia di Pilėnai si diffuse da un libro di storia a un altro, da Simon Grunau, Maciej Stryjkowski, Albert Wijuk Kojałowicz, a Teodor Narbutt, ma si tratta di riproduzioni volte a glorificare la narrazione di Wigand.